# Jan Karski
Jan Karski (numele la naștere: Jan Kozielewski; n. 24 aprilie 1914, Lodz - d. 13 iulie 2000, Washington) a fost un luptător în mișcarea de rezistență a Poloniei în timpul celui de-al Doilea Război Mondial și ulterior profesor la Universitatea Georgetown.
Marele său merit constă în faptul că, în 1942 si 1943, a fost primul care dat guvernului polonez în exil și Aliaților informații privind exterminarea evreilor de către naziști.
Pentru acesta, pe 2 iunie 1982, memorialul Yad Vashem i-a conferit titlul Drept între popoare.
De asemenea, la 23 aprilie 2012, a fost decorat post-mortem cu Medalia Prezidențială Libertății (Presidential Medal of Freedom) de către președintele american Barack Obama.
Jan Kozeliewski a fost în anul 1935 absolvent al facultății de drept și de diplomație al Universității din Liov, apoi ,între anii 1936-1938, s-a perfecționat în universități din Germania, Elveția și Marea Britanie.
După un an de serviciu militar, care a inclus un curs la Școala de ofițeri de artilerie din Włodzimierz ,el a fost cooptat în ianuarie 1939 în serviciul Ministerului de externe al Poloniei.  
După invadarea Poloniei de către Germania nazistă în septembrie 1939, Kozeliewski a fost mobilizat și încadrat într-un regiment de ulani. A fost rănit în luptele cu unități de blindate germane, și ulterior luat prizonier de către Armata Roșie, care a pătruns în estul Poloniei, potrivit acordului secret sovieto-german. În urma schimbului de prizonieri dintre Germania și URSS, Kozeliewski, care a ascuns faptul că era ofițer, a fost predat autorităților naziste, devenind prizonierul acestora din urmă. Astfel a scăpat de soarta rezervată unor multe mii de ofițeri poloni aflați în captivitatea sovietică și care au fost masacrați la Katyn. În noiembrie 1939 el a evadat din captivitate și s-a alăturat rezistenței poloneze subterane. Apoi a efectuat în numele acesteia o misiune secretă în Franța, aducând informații destinate guvernului polonez aflat în exil în Anglia. În calitatea de curier al rezistenței, a efectuat mai multe drumuri între Franța, Marea Britanie și Polonia. În această perioadă el a adoptat numele conspirativ Karski, care a devenit ulterior numele său de familie. 
În cursul unei misiuni, în iunie 1940, Karski a căzut în mâinile Gestapoului în Munții Tatra în Slovacia. A fost supus la grele torturi și a fost apoi transportat la un spital la Nowy Sącz  
de unde a fost eliberat de membri ai organizației poloneze de rezistență ZRZ (Uniunea pentru lupta armată - Związek Walki Zbrojnej).După o scurtă perioadă de reabilitare, s-a reîntors la Varșovia în serviciul activ al Biroului de informații și propagandă al cartierului general al Armatei Patriei - Armia Krajowa, care din 1942 a devenit principala organizație de rezistență subterană antinazistă din Polonia.   
In anul 1942 Roman Knoll, directorul departamentului de relații externe al Armatei Krajowa si fost ministru de externe al Poloniei, l-a trimis pe Karski la Londra. Înainte, el i-a făcut cunoștință cu Leon Feiner, activist în ilegalitate al partidului evreiesc Bund. Feiner i-a spus lui Karski: Polonia își va recăpăta independența după terminarea războiului. Însă evreii polonezi nu vor mai exista. Mergeți la Londra, Trebuie să facem totul,ca nimeni dintre aliați, să nu poată spune după război, că nu a știut despre exterminarea evreilor...Eu am trimis zeci de scrisori,de sute de ori, am contactat telefonic evrei din Elveția și Franța. Nimeni nu m-a crezut". 
La cererea lui Feiner, Karski a vizitat în secret ghetoul evreiesc din Varșovia, și, îmbrăcat în soldat german,
s-a strecurat și în ghetoul  din Izbica Lubelska, ai cărui locuitori erau trimiși în lagărele de exterminare de la Belzec și Sobibor. 